# Kővágótöttös
Kővágótöttös é um município da Hungria, situado no condado de Baranya. Tem 13,94 km² de área e sua população em 2019 foi estimada em 350 habitantes.